# Centro Chía
El Centro Comercial Centro Chía está localizado en el municipio de Chía (Cundinamarca), Colombia, a 20 kilómetros de Bogotá por la Autopista Bogotá - Zipaquirá.
Cuenta con un área de 128.000 metros cuadrados, de los cuales tiene construidos 98 mil para un total de 436 locales. Los otros 30 mil metros cuadrados son ocupados por el parque ubicado en la parte interna del establecimiento. En total tiene tres niveles: Parque, Autopista y el tercer piso destinado a oficinas. 
Además, cuenta con siete salas de cine operadas por Cine Colombia, un concesionario de Subaru, una tienda Hewlett Packard, Crepes & Waffles, un almacén Panamericana, Carulla, Los Tres Elefantes, Plazoleta de comidas con más de 40 restaurantes, Agrocentro con 40 almacenes, Paseo de la decoración y mueblería, y cientos de marcas reconocidas en Colombia y el mundo.